# Amplypterus takamukui
Amplypterus takamukui är en fjärilsart som beskrevs av Matsumura 1930. Amplypterus takamukui ingår i släktet Amplypterus och familjen svärmare. Inga underarter finns listade i Catalogue of Life.